# Municipio de Jefferson (condado de Maries)
El municipio de Jefferson (en inglés: Jefferson Township) es un municipio ubicado en el condado de Maries en el estado estadounidense de Misuri. En el año 2010 tenía una población de 2869 habitantes y una densidad poblacional de 11,84 personas por km².

## Geografía
El municipio de Jefferson se encuentra ubicado en las coordenadas 38°13′22″N 91°43′58″O / 38.22278, -91.73278. Según la Oficina del Censo de los Estados Unidos, el municipio tiene una superficie total de 242.29 km², de la cual 241,27 km² corresponden a tierra firme y (0,42 %) 1,02 km² es agua.

## Demografía
Según el censo de 2010, había 2869 personas residiendo en el municipio de Jefferson. La densidad de población era de 11,84 hab./km². De los 2869 habitantes, el municipio de Jefferson estaba compuesto por el 97,46 % blancos, el 0,17 % eran afroamericanos, el 0,45 % eran amerindios, el 0,1 % eran asiáticos, el 0,35 % eran de otras razas y el 1,46 % eran de una mezcla de razas. Del total de la población el 1,05 % eran hispanos o latinos de cualquier raza.